# Provincia Centrale (Isole Salomone)
La provincia Centrale è una delle nove province delle Isole Salomone.
Ha una superficie di 615 km² e 21.577 abitanti (censimento 1999)